# Rune Hassner
Rune Hassner (13. srpna 1928 – 19. července 2003) byla švédská fotografka a filmová režisérka. Režírovala asi padesát dokumentárních filmů a dva filmy celovečerní, včetně snímku Myglaren.

## Životopis
Společně se Stenem Didrikem Bellanderem (1921–2001), Harrym Dittmarem, Svenem Gillsäterem (1921–2001), Pålem Nils Nilssonem (1928–2003), Hansem Malmbergem (1927–1977), Georgem Oddnerem (1923–2007), Lennartem Olsonem (1925–2010), Hansem Hammarskiöldem (1925–2012), Torem Johnsonem a Hansem Malmbergem byla členkou profesního kolektivu Tio Fotografer (Deset fotografů) založeného v roce 1958 a jejich následné fotografické agentury Tiofoto.
Skupina měla vliv na švédskou fotografii zejména proto, že její členové Pål-Nils Nilsson, Hans Hammarskiöld, Rune Hassner, Georg Oddner a Lennart Olson zastávali přední postavení ve vzdělávacích a institucionálních sférách a pravidelně vystavovali na významných místech pro fotografii. Celá skupina byla představena v Hasselbladově centru v roce 1998, tedy v době, kdy se Nilsson stal profesorem fotografie na Fothögskolanu v Göteborgu.

## Filmografie
- Jump up (1966)
- Myglaren (1966)
- Hjälparen (1967)
- Photo by Boubat (1967)
- Bilder för miljoner (1970)
- Ansikten och fragment av blommor, o Rolfu Winqvistovi (1970)
- Brassai (1971)
- Pittsburgh – porträtt av en stad, o Eugene W. Smithovi (1971)
- Realismens triumfer – Honoré de Balzac (1975)
- Kina mot år 2000 (1978)
- Bilden som vapen I, II och III (1978, 1982, 1988)